# Athelges paguri
Athelges paguri is een pissebed uit de familie Bopyridae. De wetenschappelijke naam van de soort is voor het eerst geldig gepubliceerd in 1843 door Rathke.